# آرامگاه انارکلی
مقبره انارکلی (اردو: مقبره انارکلی) یک بنای هشت ضلعی گورکانی از قرن شانزدهم میلادی در لاهور مرکز پنجاب پاکستان است.

## محل
مقبره انارکلی در محوطه مجتمع دبیرخانه مدنی پنجاب لاهور در نزدیکی مرکز خرید دوره بریتانیا، در جنوب غربی اندرون لاهور واقع شده‌است. این مقبره یکی از قدیمی‌ترین مقبره‌های گورکانی است که هنوز وجود دارد و یکی از مهم‌ترین بناهای اوایل دوره گورکانیان هند محسوب می‌شود. این ساختمان در حال حاضر به عنوان آرشیو پنجاب استفاده می‌شود و دسترسی عمومی محدود است.

## تاریخ
تاریخ ساخت مقبره به سال ۱۵۹۹ یا ۱۶۱۵ میلادی برمی گردد
گفته می‌شود که این مقبره توسط جهانگیر شاه امپراتور گورکانی هند برای معشوقهٔ او ساخته شده‌است که در منابع معاصر سیاحان به نام انارکلی نامیده می‌شود. طبق افسانه، در زمان سلطنت پدر او، امپراتور اکبر، جهانگیرشاه که در زمان ولیعهدی شاهزاده سلیم نامیده می‌شد، با دختر روسپی رابطه داشت که اکبرشاه دستور قتل او را داد. جز روایت‌های سیاحان غربی جهانگیر هیچ منبع دیگری که مستقلاً قابل تأیید باشد برای اثبات وجود داشتن زنی به نام انارکلی وجود ندارد. باقی مطالب برخی از فرضیه‌های پژوهشی یا داستان‌سازی‌های ادبی متأخر دربارهٔ شخصیت او است که اغلب در فیلم‌ها، کتاب‌ها و نسخه‌های داستانی تاریخ ظاهر می‌شود.
در زمان امپراتوری سیک‌ها، این مقبره توسط خارک سینگ اشغال شد، و بعدها با تبدیل آن به محل اقامت همسر ژنرال ژان باپتیست ونتورا، که در ارتش رانجیت سینگ استخدام شده بود، بیشتر مورد هتک حرمت قرار گرفت. این مقبره سپس در زمان راج بریتانیا در سال ۱۸۴۷ میلادی به دفتر روحانیون تبدیل شد. در سال ۱۸۵۱ به کلیسای سنت جیمز انگلیسی اهدا گردید و بعداً به عنوان کلیسای جامع پروتستان لاهور در نظر گرفته شد. در سال ۱۸۹۱، نهاد کلیسای جامع به مکان دیگری منتقل شد و مقبره به عنوان دفتر ثبت اسناد پنجاب تغییر کاربری داد.
زمانی که مقبره به کلیسا تبدیل شده بود، قبرهای نمادین درون بنا برداشته شدند. پس از تغییر کاربری مجدد بنا نیز جای قبرها تغییر داده شد و در محراب جاگذاری گردید.

## معماری

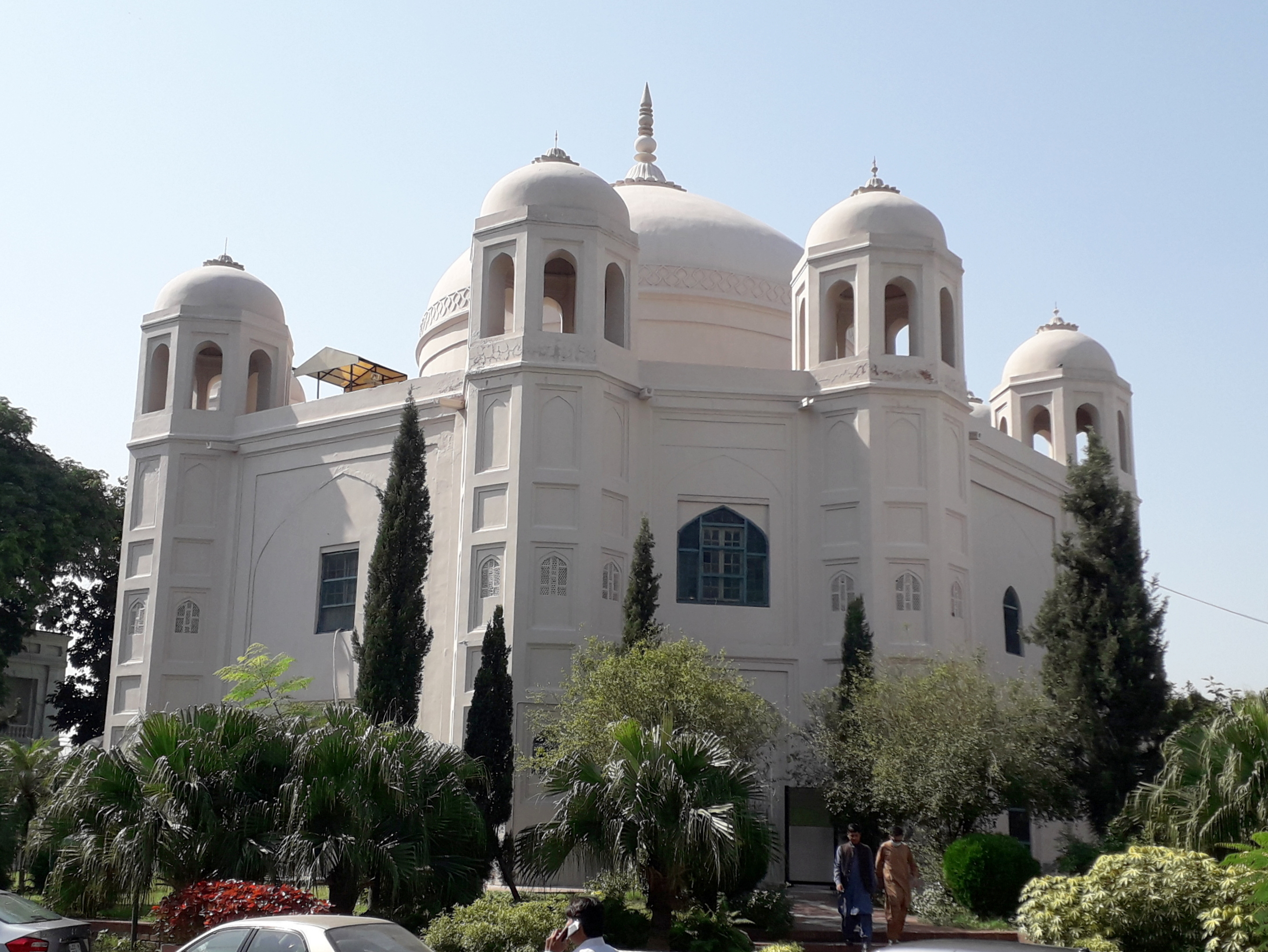
نمایی دیگر از آرامگاه انارکلی

پایه‌های این سازه به شکل اصلی یک هشت ضلعی است، با اندازه‌های متناوب ۴۴ فوت و ۳۰ فوت برای هر ضلع با برج‌های نیمه هشت ضلعی در هر گوشه. بالای این سازه نیز یک گنبد دو لایه قرار دارد که یکی از نخستین گنبدهای گورکانی است که با چنین شیوه‌ای احداث شده. گنبد بر روی ۸ طاق قرار دارد که اندازه هر یک از آن‌ها ۱۲ فوت و ۳ اینچ است.
به روش مرسوم گورکانیان، طاق‌های بزرگ در کناره‌های ساختمان قرار داشتند که توسط بریتانیایی‌ها مسدود شدند.
این بنا امروزه با سفیدکاری پوشانده شده‌است. گفته می‌شود زمانی اطراف آن را یک باغ احاطه کرده بود. ساختمان اصلی در حال حاضر به عنوان آرشیو پنجاب استفاده می‌شود و دسترسی همگانی به آن محدود است.

### قبرها

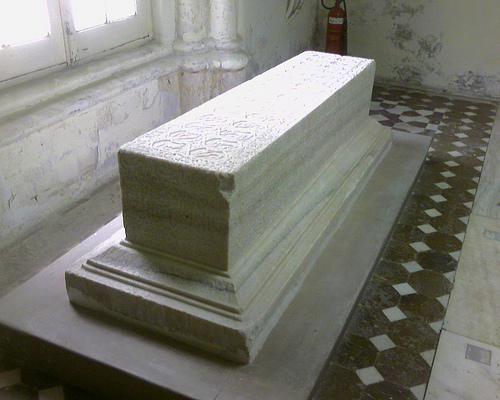
گور نمادین حکاکی شده از جنس سنگ مرمر سفید

سنگ قبرها از جنس مرمر سفید هستند و دارای حکاکی‌هایی شامل ۹۹ اسم‌الله و شعرهایی به فارسی می‌باشند. مورخان قرن نوزدهم آن را «یکی از بهترین قطعات کنده کاری در جهان» توصیف کردند.

علاوه بر ۹۹ نام خداوند، دوبیتی فارسی برگرفته از سعدی شاعر ایرانی نوشته شده‌است که می‌گوید:

آه گر من بازبینم روی یار خویش را
تا قیامت شکر گویم کردگار خویش را

## حفاظت
این مقبره در فهرست بناهای میراث حفاظت شده اداره باستان‌شناسی پنجاب ثبت شده‌است.

## در فرهنگ عامه
آرامگاه انارکلی در موزیک‌ویدئوی ترانه «سوپرمی عشق» اثر شعیب منصور به صورت لوکشین تصویربرداری انارکلی به تصویر کشیده شد.